# Janów Podlaski
Janów Podlaski è un comune rurale polacco del distretto di Biała Podlaska, nel voivodato di Lublino.
Ricopre una superficie di 135 km² e nel 2006 contava 5 553 abitanti.